# George Enescu
George Enescu (1881-1955) là nhà soạn nhạc, nghệ sĩ violin, nhạc trưởng người România.

## Cuộc đời và sự nghiệp
George Enescu biểu diễn độc tấu violin khi mới 7 tuổi. Sau đó, Enescu học âm nhạc tại Nhạc viện Viên, tốt nghiệp lúc 12 tuổi với giải nhất về violin và hòa thanh. Ông hoàn thiện kiến thức âm nhạc với những Jules Massenet, André Gédalge và Gabriel Fauré. Ông khởi đầu sự nghiệp rực rỡ của mộ kỳ tài âm nhạc vào năm 18 tuổi. Ngay sau Chiến tranh thế giới thứ nhất, Enescu đến cư trú tại Paris và đi lưu diễn khắp thế giới. Ông còn biểu diễn những bản sonata cho piano của nhà soạn nhạc người Đức Ludwig van Beethoven cùng Jacques Thibaud.

## Phong cách âm nhạc
Âm nhạc của George Enescu đối với România giống như âm nhạc của Béla Bartók đối với Hungary. Enescu là một trong những đại diện lớn nhất của trường phái âm nhạc România đương đại và có thể được coi như người sáng lập ra nền âm nhạc này.

## Các sáng tác
George Enescu đã sáng tác:
- Vở opera Oedipe (1931)
- ba bản giao hưởng (1905, 1913, 1919)
- Giao hưởng thơ România (1897)
- hai bản Raspodia România (1901, 1902)
- 3 tổ khúc cho dàn nhạc giao hưởng(1903, 1915, 1933)
- ba bản sonata cho violin và piano (1897, 1899, 1926)
- ba bản sonata cho piano (1924, 1934, 1937)